# Drakenkop (vis)
De drakenkop (Gobioides broussonnetii) is een straalvinnige vis uit de familie van grondels (Gobiidae) en behoort derhalve tot de orde van baarsachtigen (Perciformes).

## Leefomgeving en omschrijving
De drakenkop leeft langs de Atlantische kust, van Georgia in de Verenigde Staten tot aan Noord-Brazilië. De Gobioides broussonetti is een brakwatervis.
In het wild worden drakenkoppen tot 60 centimeter lang, in gevangenschap tot maximaal 35 centimeter. De drakenkop eet door grind van de bodem in te nemen en hieruit eetbare delen te filteren, en door algen van rotsen te schrapen met hiervoor geschikte tanden. Een gezonde Gobioides broussonetti kan worden herkend aan een blauwe metallic kleur met een gouden gloed op de buik. Een ander kenmerk zijn de kleine oogjes van de vis. Hiermee ziet hij bijna niets. In gevangenschap kan de Gobioides broussonetti een leeftijd bereiken van ongeveer 10 jaar.